# امواج رادیویی (ترانه)
«امواج رادیویی» (به انگلیسی: Radio Waves) تک‌آهنگی از راجر واترز خواننده/ترانه‌سرای اهل بریتانیا است که در سال ۱۹۸۷ میلادی منتشر شد. این تک‌آهنگ در آلبوم رادیو کی.ای.او.اس. قرار داشت.